# Microporella vacuatus
Microporella vacuatus är en mossdjursart som beskrevs av Liu 200. Microporella vacuatus ingår i släktet Microporella och familjen Microporellidae. Inga underarter finns listade i Catalogue of Life.